# Mary Wollstonecraft
Œuvres principales
- Défense des droits de la femme (1792)

Mary Wollstonecraft (prononcé : /ˈmɛəɹi ˈwʊlstənkɹɑːft/), née le 27 avril 1759 à Spitalfields, un quartier du Grand Londres, et morte le 10 septembre 1797 à Londres, est une maîtresse d'école, femme de lettres, philosophe et femme engagée anglaise.
Au cours de sa brève carrière, elle écrit des romans, des traités, un récit de voyage, une histoire de la Révolution française et un livre pour enfants. Elle est surtout connue pour Défense des droits de la femme (A Vindication of the Rights of Woman) (1792), pamphlet contre la société patriarcale de son temps. Elle y avance l'idée que si les femmes paraissent inférieures aux hommes, c'est là une injustice non pas liée à la nature mais résultant du manque d'éducation appropriée auquel elles se trouvent soumises. Pour elle, hommes et femmes sans distinction méritent d'être traités en êtres rationnels, ce qui implique que l'ordre social soit fondé sur la raison.
Pour le grand public, la vie de Mary Wollstonecraft attire plus l'attention que son œuvre. En effet, ses relations sentimentales, souvent tumultueuses, n'ont que rarement été conformes aux conventions. Après deux aventures malheureuses, l'une avec Henry Fuseli et l'autre avec Gilbert Imlay (dont elle eut une fille, Fanny Imlay), elle épouse le philosophe William Godwin, l'un des pères du mouvement anarchiste. Elle meurt à l'âge de trente-huit ans, dix jours après la naissance de sa deuxième fille, laissant plusieurs manuscrits inachevés. Sa seconde fille, Mary Wollstonecraft Godwin, deviendra plus tard célèbre sous le nom de Mary Shelley pour avoir, entre autres, écrit Frankenstein.
Après la mort de son épouse, William Godwin publie Memoirs of the Author of A Vindication of the Rights of Woman (Souvenirs de l'auteur de Défense des droits de la femme). Ce livre révèle au public le style de vie peu orthodoxe de son épouse et, du même coup et sans malice, met à bas la réputation de l'auteur pour près d'un siècle. Toutefois, avec l'émergence du mouvement féministe au tournant du XXe siècle, la promotion de l'égalité des femmes et les critiques de la féminité conventionnelle, Mary Wollstonecraft prend de plus en plus d'importance. Aujourd'hui, elle apparaît comme l'une des pionnières de la philosophie féministe, et sa vie, tout comme son œuvre, sont désormais reconnues par les féministes.

## Jeunesse et famille
Mary Wollstonecraft naît le 27 avril 1759 dans le quartier de Spitalfields à Londres. Bien que sa famille soit alors aisée, les spéculations hasardeuses de M. Wollstonecraft la conduisent au bord de la ruine et la maisonnée doit souvent déménager. Le père se voit même obligé de contraindre sa fille à lui remettre les sommes dont elle devrait jouir à sa majorité. En outre, c'est un homme violent qui, sous l'emprise de la boisson, bat son épouse. Mary, très tôt, se poste souvent derrière la porte pour protéger sa mère. Ce rôle protecteur, elle le joue aussi sa vie durant envers ses sœurs Everina et Eliza. Ainsi, lors d'un épisode fondateur survenu en 1784, elle parvient à convaincre Eliza, sans doute victime d'une dépression post-partum, de quitter mari et enfant. Elle organise sa fuite, passant outre aux conventions sociales, audace qui sera lourde de conséquences : Eliza, socialement ostracisée, se verra dans l'impossibilité de se remarier et connaîtra une vie de misère et de dur labeur.
Deux amitiés, vécues à l'adolescence, marquent l'entrée de Mary dans le monde adulte. La première la lie à Jane Arden, de Beverley, compagne de lecture et d'étude. Les deux jeunes filles suivent alors les conférences de M. Arden, philosophe et scientifique autodidacte. Mary s'épanouit dans l'atmosphère intellectuelle de ce foyer et vit cette amitié si intensément qu'elle en devient possessive. À ce propos, elle écrit à Jane : « Je suis parvenue à une conception romantique de l'amitié […], je suis quelque peu singulière dans ma vision de l'amour et de l'amitié ; je dois avoir la première place ou aucune »,. Certaines de ses lettres à Jane révèlent son instabilité émotionnelle et l'état dépressif dont elle a souffert toute sa vie. La seconde amitié, plus importante encore, concerne Fanny Blood, présentée par les Clare de Hoxton, pour elle une seconde famille. Fanny, dira Mary, lui ouvre l'esprit à des réalités auxquelles elle n'avait jusqu'alors prêté que peu d'attention.
Mary Wollstonecraft quitte le domicile familial qu'elle ne supporte plus en 1778, pour devenir demoiselle de compagnie chez Mme Sarah Dawson, veuve acariâtre résidant à Bath, avec qui la vie est difficile. Mary décrira cette expérience en 1787 dans Thoughts on the Education of Daughters (Pensées sur l'éducation des filles). En 1780, elle revient chez elle pour prendre soin de sa mère mourante. Après le décès, plutôt que de reprendre son emploi, elle s'installe chez les Blood pour deux ans. Leur fréquentation, cependant, finit par lui faire prendre conscience qu'elle les a idéalisés et qu'elle ne partage pas leur vision conventionnelle de la condition féminine. Pour autant, elle restera toujours attachée à Fanny et à sa famille, dont elle soutiendra financièrement un fils à plusieurs reprises.
Mary envisage de vivre une sorte d'utopie féminine avec Fanny ; les deux jeunes femmes projettent de louer des chambres et de s'apporter soutien et entraide tant émotionnellement que financièrement, rêve qui s'effondrera sous la dure réalité économique. Afin de gagner leur vie, Mary, ses sœurs et Fanny fondent alors une école dans la communauté dissidente de Newington Green. Fanny se retrouve bientôt fiancée et après son mariage, son époux, Hugh Skeys, l'emmène en Europe pour tenter de restaurer sa santé qui a toujours été précaire. Malgré ce changement, l'état de Fanny continue de se détériorer et s'aggrave lors d'une grossesse. En 1785, Mary décide de la rejoindre pour prendre soin d'elle. Ce départ conduit malheureusement l'école à la faillite. Fanny meurt, au désespoir de Mary, qui fait de son amie le sujet de son premier roman, Mary: A Fiction, paru en 1788.

## «La première d'un nouveau genre»

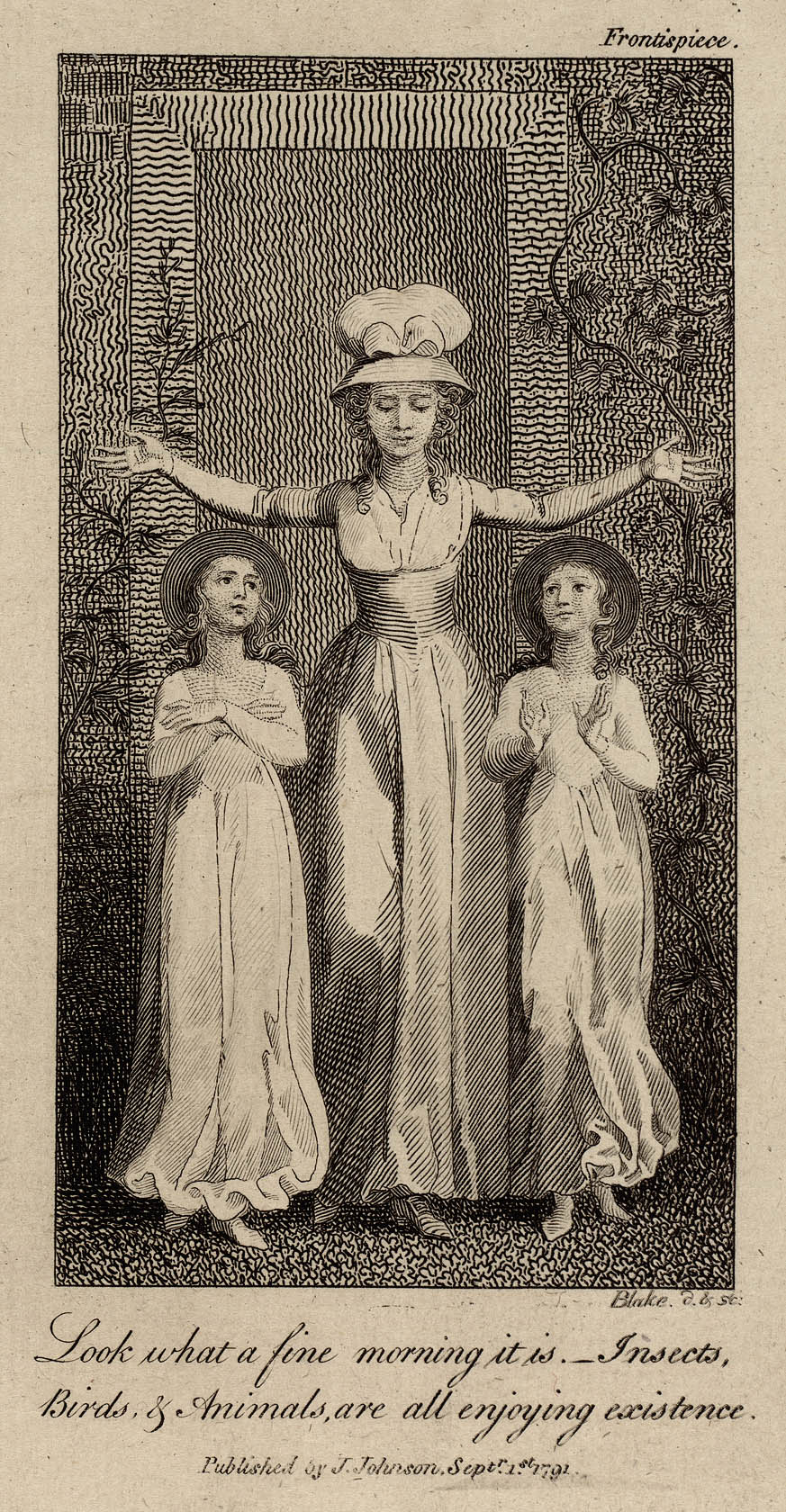
Frontispice de l'édition de 1791, Original Stories from Real Life (gravure de William Blake).

Après la mort de Fanny Blood, les amis de Mary Wollstonecraft l'aident à obtenir une place de gouvernante en Irlande, auprès des filles d'une famille anglo-irlandaise, les Kingsborough. Travailler pour Lady Kingsborough s'avère difficile, mais les enfants ont trouvé un mentor qui sait leur ouvrir l'esprit ; Margaret King dira plus tard qu'elle « avait libéré son esprit de toutes les superstitions ». Quelques-unes des épreuves vécues par Mary au cours de cette année-là se retrouvent dans son seul livre pour enfants, Original Stories from Real Life (« Histoires vraies tirées de la vie réelle » (1788).
Frustrée par les limitations imposées aux femmes de bonne famille mais pauvres qui souhaitent travailler — embarras qu'elle dénonce avec éloquence dans le chapitre de Pensées sur l'éducation des filles intitulé « Situation malheureuse des personnes de sexe féminin, ayant reçu une bonne éducation et laissées sans fortune » — elle décide, après avoir passé une seule année comme gouvernante, de se lancer dans la carrière littéraire. C'est-là un choix radical, bien peu de femmes parvenant à vivre de leur plume. Elle écrit à sa sœur Everina, en 1787, qu'elle s'efforce de devenir « la première d'un nouveau genre ». Elle déménage à Londres et, avec l'aide de Joseph Johnson, éditeur aux idées libérales, elle trouve un domicile où travailler et gagner sa vie. Elle apprend le français et l'allemand, et fait des traductions, en particulier des ouvrages De l'importance des opinions religieuses de Jacques Necker et Éléments de moralité, à l'usage des enfants de Christian Gotthilf Salzmann. Elle publie également des critiques littéraires, portant essentiellement sur des romans, pour le compte du périodique de Johnson, The Analytical Review.
L'univers intellectuel de Mary Wollstonecraft s'élargit grâce aux lectures alimentant ses critiques, et aussi au milieu dans lequel elle évolue : elle participe aux fameux dîners de Joseph Johnson et fréquente des lumières de l'esprit comme Thomas Paine, pamphlétaire radical, et le philosophe William Godwin. Lors de leur première rencontre, Godwin et Mary Wollstonecraft sont particulièrement déçus l'un de l'autre. Godwin était venu pour écouter Paine, mais Mary Wollstonecraft l'assaille toute la soirée, le contredisant sur pratiquement tous les sujets. Le Dr Johnson lui-même, cependant, devient beaucoup plus qu'un ami ; elle le décrit dans ses lettres comme un père et un frère.
À Londres, Mary Wollstonecraft se lie avec l'artiste peintre Henry Fuseli, déjà marié. Elle est, écrit-elle, captivée par son génie, « la noblesse de son âme, cette vivacité de compréhension et cette aimable sympathie ». Elle propose d'entretenir une relation platonique avec Fuseli et sa femme, mais celle-ci est horrifiée et Fuseli met fin à cette liaison. Mary décide alors de se rendre en France pour échapper à son humiliation et participer aux événements révolutionnaires dont elle vient de faire l'apologie dans son A Vindication of the Rights of Woman (1792). Elle vient d'écrire A Vindication of the Rights of Men en réponse à la critique conservatrice formulée par Burke sur la Révolution française dans ses Réflexions sur la Révolution de France (1790), ce qui l'a rendue célèbre du jour au lendemain. On la compare avec des esprits d'avant-garde comme le théologien et pamphlétaire Joseph Priestley ou encore Thomas Paine, dont les Droits des hommes (1791) se révèlent être la réponse à Burke qui recueille le plus d'écho.

## La France et Gilbert Imlay

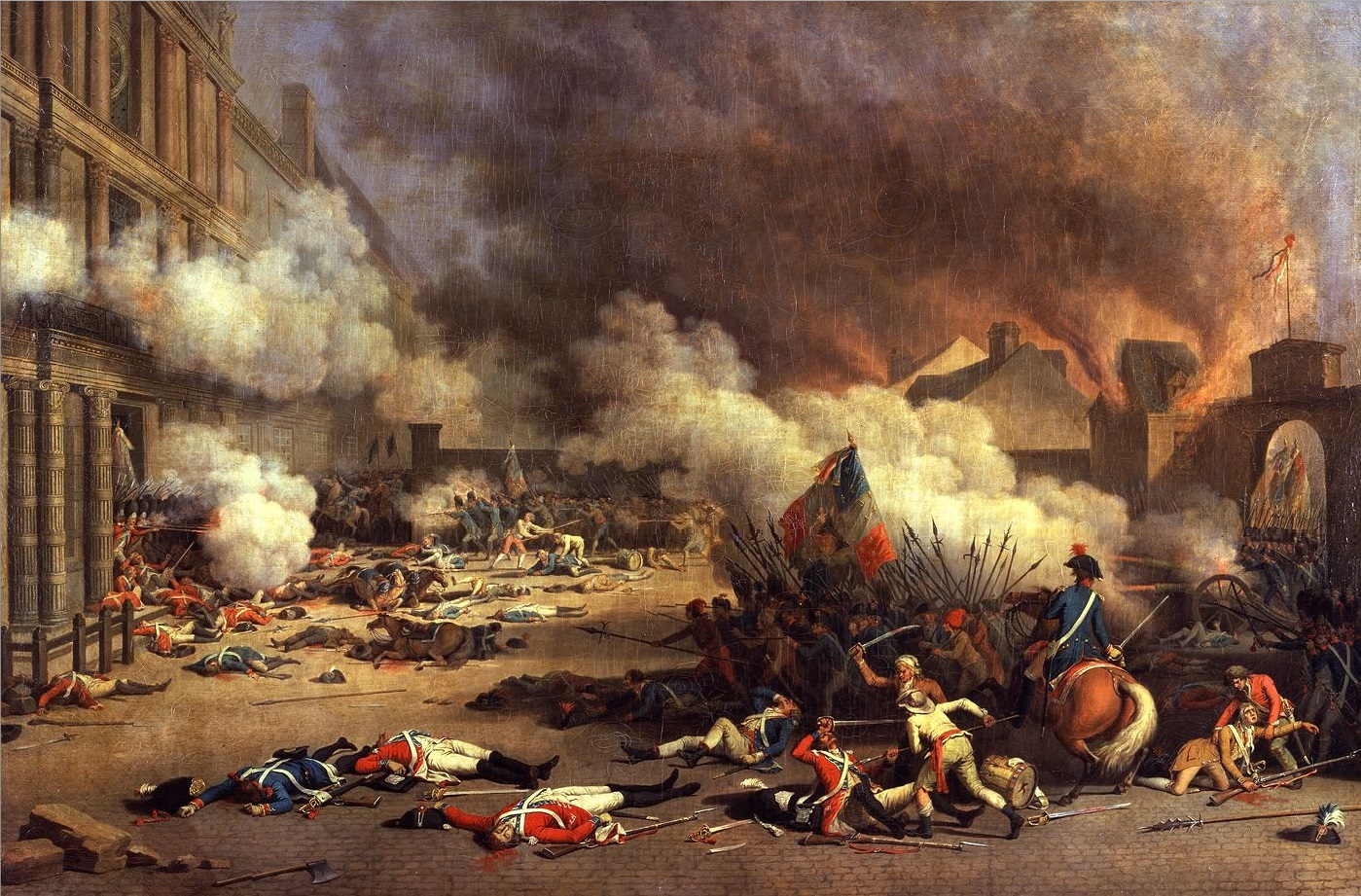
Journée du 10 août 1792, attaque du palais des Tuileries.

Mary Wollstonecraft s'embarque pour Paris en décembre 1792 et y arrive environ un mois avant que Louis XVI ne soit guillotiné. La France est dans la tourmente, Mary cherche la compagnie d'autres Britanniques, comme Helen Maria Williams, et rejoint le cercle des expatriés résidant dans la capitale française. Ayant juste terminé son Rights of Woman, elle est décidée à mettre en œuvre ses idées. C'est dans l'atmosphère intellectuellement stimulante de la Révolution française qu'elle vit une expérience amoureuse intense avec un aventurier américain, Gilbert Imlay. Qu'elle soit ou non désireuse de se marier importe peu, lui ne l'est pas, et il semble qu'elle s'est entichée de sa propre vision idéalisée de cet homme. Alors que, dans Rights of Woman, elle rejetait théoriquement la composante sexuelle d'une relation, Imlay sait réveiller ses passions. Elle tombe rapidement enceinte et, le 14 mai 1794, donne naissance à son premier enfant, Fanny, prénom sans doute choisi en mémoire de son amie décédée. Mary est ravie ; elle écrit à une amie : « Ma petite fille commence à téter avec une vigueur si masculine que son père pousse l'effronterie jusqu'à prétendre qu'elle rédigera une seconde partie pour Rights of Woman. »,. Elle continue à écrire pendant sa grossesse et malgré sa nouvelle charge de mère, seule dans un pays étranger et parmi le tumulte grandissant de la Révolution. Alors qu'elle se trouve au Havre, elle met au point une histoire de la jeune révolution, An Historical and Moral View of the French Revolution, qui est publiée à Londres en décembre 1794.
Les tensions politiques avec la France révolutionnaire conduisent la Grande-Bretagne à déclarer la guerre à la France, mettant ainsi en danger les ressortissants britanniques dont certains, comme son ami Thomas Paine, sont arrêtés, et parfois guillotinés. Afin de protéger Mary, Gilbert Imlay la fait enregistrer en 1793 auprès des autorités françaises comme étant son épouse, bien qu'ils ne soient pas mariés. Les sœurs de Mary, mal informées, pensent même qu'elle a été emprisonnée. Après son retour de France, elle continue à se faire appeler Mrs Imlay, même par ses sœurs, afin de légitimer son enfant.
Gilbert Imlay, lassé des contingences domestiques et d'une Mary dont les sentiments se tournent peu à peu vers l'enfant à naître, a fini par la quitter. Il a promis de revenir au Havre pour la naissance du bébé, mais sans nouvelles de lui, elle est persuadée qu'il a trouvé une autre femme. Les lettres qu'elle lui envoie sont pleines de récriminations, révélatrices, selon la plupart des critiques, d'un état dépressif sévère. Certains, cependant, n'y voient que la réaction d'une jeune femme laissée seule avec un enfant au beau milieu d'une révolution.

## L'Angleterre et William Godwin
À la recherche de son amant, Mary Wollstonecraft retourne à Londres en avril 1795, mais se voit rejetée. En mai, elle tente de se suicider, probablement au laudanum, et c'est Imlay qui la secourt et lui sauve la vie. Cet épisode est assez mal connu et il reste des zones d'ombre quant au rôle exact joué par Imlay. Dans une ultime tentative pour regagner son cœur, Mary part en Scandinavie pour mener des transactions financières destinées à renflouer les finances de son amant. Ce voyage n'est pas sans risques, elle n'est accompagnée que de sa fille, encore toute jeune, et d'une femme de chambre. Elle raconte ses pérégrinations et les réflexions qu'elles lui inspirent dans des lettres adressées à Imlay, dont beaucoup seront publiées en 1796 sous le titre de Lettres écrites en Suède, en Norvège et au Danemark. À son retour en Angleterre, prenant pleinement conscience de l'échec définitif de sa relation avec Gilbert Imlay, elle tente une deuxième fois de se donner la mort, laissant une note qui lui est destinée 

« Que ces affronts sommeillent en moi ! Bientôt, très bientôt, je serai en paix. Quand vous recevrez ceci, ma tête brûlante sera froide... Je plongerai dans la Tamise là où il y a le moins de chances qu'on m'arrache à la mort que je recherche. Que Dieu vous bénisse ! Puissiez-vous ne jamais avoir à connaître ce que vous m'avez fait endurer. Si votre sensibilité devait un jour s'éveiller, le remords trouvera son chemin jusqu'à votre cœur ; et, alors que vous serez occupé à vos affaires et au plaisir de vos sens, j'apparaîtrai devant vous, victime de votre dévoiement du droit chemin,. »

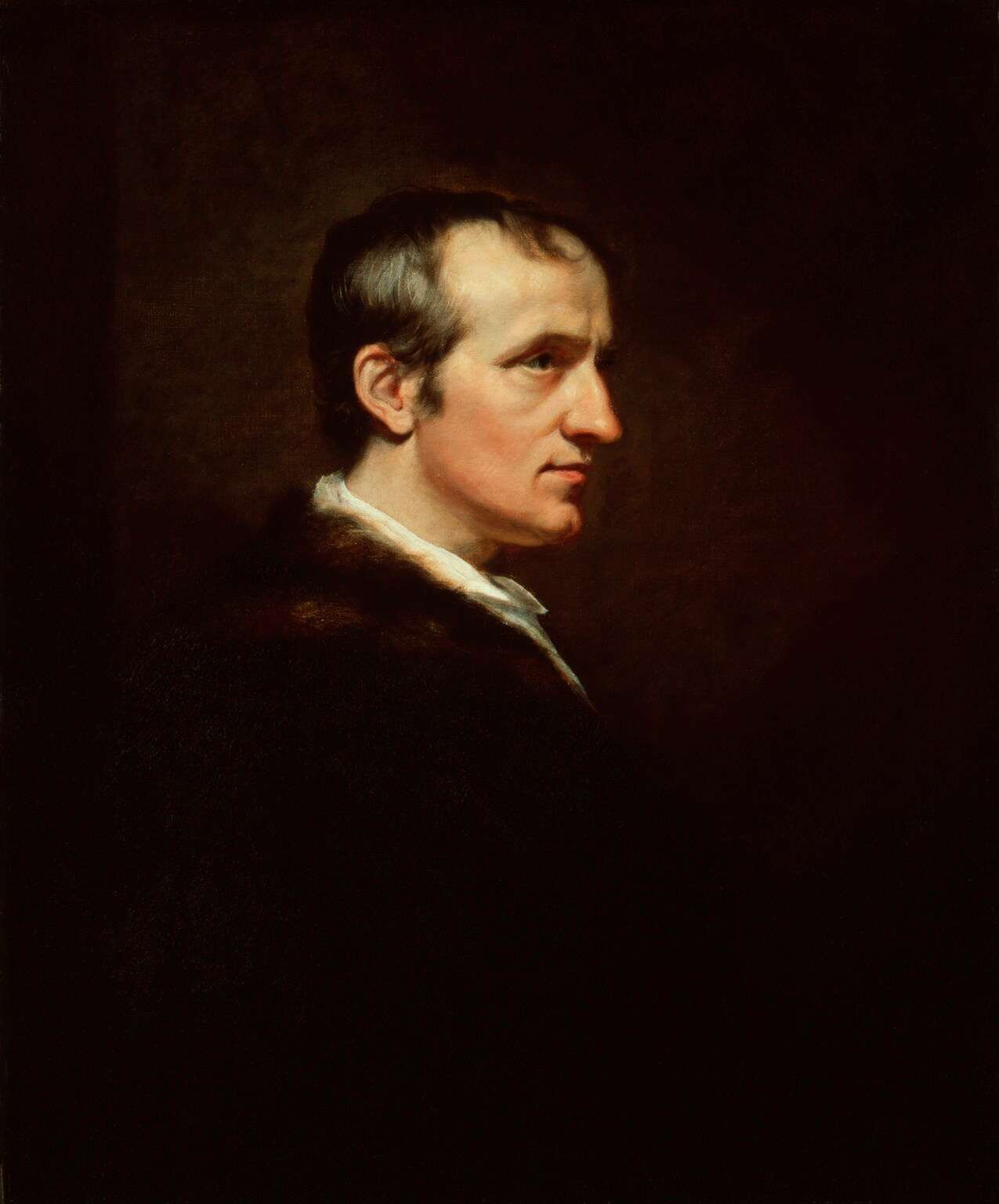
William Godwin, huile sur toile de James Northcote, 1802 (National Portrait Gallery).

Elle quitte son domicile par une nuit pluvieuse et « arpente les lieux pendant une demi-heure pour que ses vêtements chargés d'eau deviennent plus lourds », avant de sauter dans la Tamise ; mais un inconnu la voit en train de commettre son geste, lui porte secours et lui sauve la vie. Mary Wollstonecraft voit dans sa tentative un acte profondément rationnel dont elle écrit : « La seule chose que je doive déplorer, c'est que, alors que l'amertume de la mort était déjà derrière moi, j'ai été inhumainement ramenée à la vie et à la souffrance. Mais une ferme détermination ne doit pas être troublée par la déception ; et je ne permettrai pas non plus que mon acte soit considéré comme une tentative hystérique, car il s'est agi d'un acte de raison, décidé dans le plus grand calme. Sur ce point, je n'ai de comptes à rendre qu'à moi-même. Si je me souciais de ce qu'on nomme la réputation, ce serait pour d'autres choses que celle-là que je mériterais le déshonneur,. »
Mary Wollstonecraft retourne peu à peu à la vie littéraire et prend de nouveau part aux activités du cercle animé par l'éditeur Joseph Johnson, collaborant en particulier, par l'intermédiaire de William Godwin, avec Mary Hays, Elizabeth Inchbald et Sarah Siddons. William Godwin commence à lui faire la cour, d'abord discrètement, puis avec de plus en plus de passion. Il a lu ses Lettres écrites de Suède, de Norvège et du Danemark et les complimentera plus tard sans la moindre réserve « si jamais un livre a été conçu pour rendre un homme amoureux de son auteur, il m'apparaît clairement que c'est de celui-ci qu'il s'agit. Elle parle de ses chagrins, d'une manière qui nous emplit de mélancolie, et nous fait fondre de tendresse, tout en révélant un génie qui s'impose à notre totale admiration ». Mary tombe enceinte et, pour que l'enfant naisse dans la légitimité, le couple décide de se marier. Cette union révèle au monde que Mary n'a jamais été l'épouse d'Imlay et, du coup, Godwin et elle perdent beaucoup d'amis. De plus, Godwin se voit reprocher de faire fi de ses principes car, dans son traité Political Justice (Justice politique), il avait préconisé l'abolition du mariage.
Après la cérémonie, célébrée le 29 mars 1797, les Godwin partent s'installer dans deux maisons contiguës, connues sous le nom de Polygone (The Polygon), disposition qui assure à chacun son indépendance. Souvent, ils communiquent par lettre, s'invitant même, par ce moyen, à dîner. Emily Sunstein a réuni et publié plusieurs de ces lettres pour retrouver la conversation que menait le couple, dont la relation, bien que d'une tragique brièveté, semble avoir été, sur tous les plans, stable et heureuse.

## Mort, etMemoirsde Godwin

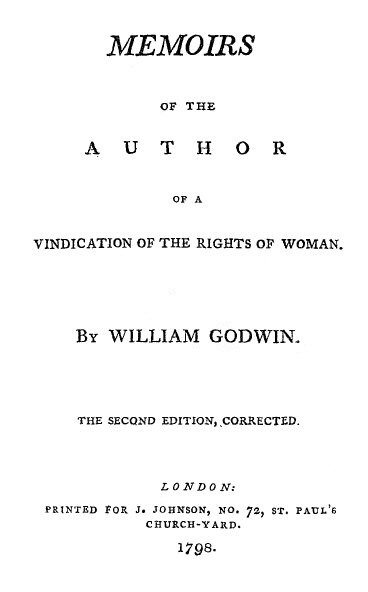
Page de titre de l'ouvrage de Godwin, 1798.

Le 30 août 1797, Mary Wollstonecraft donne le jour à sa seconde fille, Mary, la future Mary Shelley, autrice, entre autres, de Frankenstein. Bien que la délivrance semble se dérouler normalement, le placenta se rompt lors de l'accouchement et s'ensuit une fièvre puerpérale, une complication fréquente au XVIIIe siècle. Après plusieurs jours d'agonie, Mary Wollstonecraft meurt de septicémie le 10 septembre. Godwin, accablé de douleur, écrit à son ami Thomas Holcroft, « Je suis certain qu'elle n'a pas son pareil en ce monde. Je sais par expérience que nous étions faits pour nour rendre mutuellement heureux. Je n'ai pas le moindre espoir, désormais, que je puisse jamais connaître à nouveau le bonheur. »,. Mary est enterrée dans le cimetière de l'église du Vieux St Pancras où un mémorial a été érigé. Cependant, sa dépouille et celle de Godwin sont ensuite transférées à Bournemouth ; sur la tombe est inscrite cette épitaphe « Mary Wollstonecraft Godwin, Author of A Vindication of the Rights of Woman: Born 27 April 1759: Died 10 September 1797. » (« Mary Wollstonecraft Godwin, auteur de A Vindication of the Rights of Woman, née le 27 avril 1759, décédée le 10 septembre 1797. »)
En janvier 1798, Godwin publie Memoirs of the Author of A Vindication of the Rights of Woman. Bien qu'il y décrive sa femme avec amour, et en toute compassion et sincérité, nombre de lecteurs sont choqués de ce qu'il étale au grand jour l'illégitimité du premier enfant de Mary, ses liaisons amoureuses et ses tentatives de suicide. Le poète romantique Robert Southey l'accuse de « manquer de tout sentiment au point de mettre à nu sa défunte épouse ». De plus, paraissent de vicieuses satires, telle The Unsex'd Females. Les Memoirs de Godwin présentent en Mary Wollstonecraft une femme tout entière habitée par des sentiments que freine sa seule raison, et avec une vision de la religion plus empreinte de scepticisme que ne le laissent entendre ses écrits. Ce point de vue exprimé par Godwin fut repris tout au long du XIXe siècle, inspirant, par exemple, Wollstonecraft and Fuseli de Robert Browning et ces vers de William Roscoe :
| Hard was thy fate in all the scenes of life As daughter, sister, mother, friend, and wife; But harder still, thy fate in death we own, Thus mourn'd by Godwin with a heart of stone. | Rude fut ton destin dans tous les actes de la vie Comme fille, sœur, mère, amie et épouse ; Mais plus rude encore, nous pensons à ton trépas, Ainsi pleurée par Godwin, ce cœur de pierre. |

## Postérité
Mary Wollstonecraft a eu ce que la spécialiste Cora Kaplan appelle une postérité « curieuse » : 

« Pour une écrivaine militante touchant à de nombreux genres... la vie de Mary Wollstonecraft a, jusqu'au dernier quart de siècle, intéressé beaucoup plus les lecteurs que ses écrits. »

Après l'effet dévastateur des Memoirs (« Souvenirs ») de Godwin, la réputation de Mary Wollstonecraft se retrouve en lambeaux pour un siècle ; elle est mise au pilori par des écrivains comme Maria Edgeworth, qui la prend comme modèle pour la « bizarre » Harriet Freke de son roman Belinda (1801). D'autres romancières, telles que Mary Hays, Charlotte Turner Smith, Fanny Burney et Jane West mettent en scène des personnages analogues, toujours dans le but de transmettre « une leçon de morale » à leurs lectrices. Comme l'explique Virginia Sapiro, les œuvres de Mary Wollstonecraft sont peu lues tout au long du XIXe siècle, car « ses critiques laissent entendre ou déclarent qu'aucune femme soucieuse du respect qu'elle se doit à elle-même ne saurait lire ses œuvres ».
Quelques personnes s'y risquent néanmoins. Emilie von Berlepsch, écrivaine allemande et défenseure des droits des femmes, lui rend hommage en 1791 dans son traité Über einige zum Glück der Ehe nothwendige Eigenschaften und Grundsätze. Elle y souligne la liberté de jugement de Mary Wollstonecraft, à rebours du préjugé selon lequel les femmes auraient peu de volonté propre.
George Eliot, écrivaine prolifique de pages critiques, d'articles, de romans et de traductions, lui consacre en 1855, un essai aux rôles et aux droits des femmes, dans lequel elle met en parallèle Mary Wollstonecraft et Margaret Fuller. Cette dernière, journaliste américaine, critique et militante des droits des femmes, avait, tout comme Mary Wollstonecraft, voyagé sur le Continent, été impliquée dans le combat réformiste, en particulier lors de l'éphémère République romaine de 1849, et avait eu un enfant d'un homme qu'elle n'avait pas épousé. Millicent Garrett Fawcett, suffragette et, plus tard, présidente de l’Union nationale des sociétés pour le suffrage des femmes (National Union of Women's Suffrage Societies), rédige une introduction pour l'édition de Défense des droits des femmes réalisée lors du centenaire de sa parution, lavant la mémoire de l'auteur et la présentant comme l'initiatrice du combat pour le droit de vote des femmes.
Flora Tristan (ouvrière dans les filatures, les imprimeries mais aussi femme de lettres, militante socialiste et féministe, l’une des figures majeures du débat social dans les années 1840, et participant aux premiers pas de l’internationalisme) fait l'éloge de Mary Wollstonecraft avec la publication des Promenades dans Londres, en 1840.
Avec l'arrivée du mouvement féministe moderne, des femmes aussi éloignées politiquement que Virginia Woolf et Emma Goldman s'emparent de l'histoire de la vie de Mary Wollstonecraft et célèbrent ses « expériences de vie » (experiments in living), comme les appelle Virginia Woolf dans un essai devenu célèbre. Nombreux sont ceux, cependant, qui continuent à décrier le mode de vie de Mary Wollstonecraft, dont les œuvres restent négligées.
Avec l'émergence de la critique féministe universitaire des années 1960 et 1970, ces œuvres reviennent au premier plan des préoccupations intellectuelles. Leur fortune reflète celle de la seconde vague du mouvement féministe ; à titre d'exemple, au début des années 1970, six biographies majeures de Mary Wollstonecraft sont publiées, présentant « sa vie passionnée qui se juxtapose à son programme radical et rationaliste » (her passionate life in apposition to [her] radical and rationalist agenda). Mary Wollstonecraft est alors vue comme une personnalité nourrie de paradoxes, qui intrigue car ne correspondant pas au féminisme des années 1970 (the personal is the political, « le personnel, c'est le politique »). Au cours des années 1980 et 1990, une nouvelle image émerge à son tour, celle d'un personnage issu de son époque ; ainsi, Claudia Johnson, Gary Kelly et Virginia Sapiro soulignent la continuité de pensée la reliant à des courants de pensée majeurs touchant à des sujets comme la sensibilité, l'économie et la théorie politique.
Plus récemment, son œuvre intéresse et influence le féminisme en dehors du milieu universitaire. Ayaan Hirsi Ali, écrivaine politique, naguère musulmane, devenue très critique à l'égard de l'Islam, en particulier pour ses lois sur les femmes, cite la Défense du droit des femmes dans son autobiographie Ma vie rebelle (Infidel) et écrit qu'elle s'est « inspirée de Mary Wollstonecraft, penseuse pionnière du féminisme, assurant les femmes qu'elles possèdent la même capacité de raisonnement que les hommes et, par voie de conséquence, méritent les mêmes droits que ceux dont ils disposent ».
Mary Wollstonecraft est une des 39 convives attablées dans l'œuvre d’art contemporain The Dinner Party (1974-1979) de Judy Chicago.
Une statue la représentant nue a été érigée le 10 novembre 2020 dans un square de Londres.
L'astéroïde (90481) Wollstonecraft porte son nom.

## Principales œuvres

### Ouvrages éducatifs

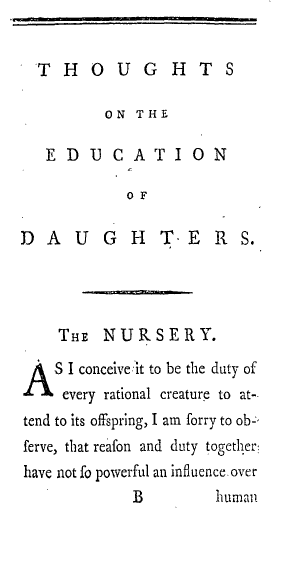
Page de titre de Thoughts on the Education of Daughters (1787).

La plupart des ouvrages de la jeune Mary Wollstonecraft sont centrés sur du thème de l'éducation. Ainsi, trouve-t-on un florilège d'extraits littéraires « destiné au perfectionnement des jeunes femmes », The Female Reader, et deux traductions d'œuvres pour enfants Young Grandison de Maria Geertruida van de Werken de Cambon et Elements of Morality de Christian Gotthilf Salzmann. Ses écrits abordent aussi le sujet de la morale. Dans Thoughts on the Education of Daughters (1787) et son livre pour enfants Original Stories from Real Life (1788), elle préconise pour les enfants une éducation fondée sur l'éthique émergente de la classe moyenne : auto-discipline, honnêteté, frugalité et bien-être social. L'accent est également mis sur l'apprentissage du raisonnement, révélant sa dette intellectuelle à l'égard du philosophe du XVIIe siècle John Locke. Toutefois, l'importance qu'elle accorde à la foi religieuse et aux sentiments innés distinguent son œuvre de celle de Locke et la relie au discours sur la sensibilité prévalant à la fin du XVIIIe siècle. Les deux ouvrages plaident aussi pour une évolution de l'éducation donnée aux femmes, sujet alors controversé sur lequel elle n'aura de cesse de revenir tout au long de sa carrière, notamment dans A Vindication of the Rights of Woman. Sa pétition de principe est qu'une femme instruite ne peut que devenir une meilleure épouse et mère, servant, de ce fait, plus utilement au développement de la nation.

### Vindications

#### A Vindication of the Rights of Men(1790)
Publié comme une réponse à Reflections on the Revolution in France qu'Edmund Burke écrit en 1790 pour défendre la monarchie constitutionnelle britannique, l'aristocratie et l'Église d'Angleterre, A Vindication of the Rights of Men s'attaque à l'aristocratie et plaide pour le républicanisme. Cet ouvrage inaugure une guerre pamphlétaire qui sera connue sous le nom de Controverse révolutionnaire (en anglais Revolution Controversy), au sein de laquelle Rights of Man de Thomas Paine devient le cri de ralliement des réformateurs et des radicaux.
Mary Wollstonecraft ne pourfend pas seulement la monarchie et les privilèges héréditaires, mais condamne également le discours tenu par Burke. Dans un passage devenu célèbre de ses Reflections, Burke se lamente : « Je pensais que dix mille épées sortiraient de leurs fourreaux pour venger, ne serait-ce qu'un regard offensant qui la [Marie Antoinette] menacerait. Mais l'âge de la chevalerie est révolu »,. La plupart des détracteurs de Burke déplorent là une forme de compassion théâtrale envers la reine de France, au détriment de l'attention que mérite le peuple. Mary Wollstonecraft, de subtile façon, reprend les notions de sublime et de beau que Burke avait lui-même exposées dans son A Philosophical Enquiry into the Origin of Our Ideas of the Sublime and Beautiful de 1756, puis, de l'intérieur, mine un à un ses arguments. Burke avait associé le beau à la faiblesse et à la féminité, et le sublime à la force et à la masculinité ; Mary Wollstonecraft renverse la proposition et en souligne la théâtralité qui tend à rabaisser le citoyen lecteur au niveau de faibles femmes que trouble le spectacle de la nature. Cette première critique, strictement féministe, est considérée par Claudia L. Johnson comme primordiale et sans égale par la force de son argumentation. En définitive, selon Mary Wollstonecraft, la société préconisée par Burke reste fondamentalement inégalitaire, car fondée sur le postulat de la passivité des femmes.
Son argumentation concernant la vertu républicaine s'appuie sur l'éthique de la classe moyenne émergente, rejetant le code de conduite de l'aristocratie qu'elle juge vicié à sa base même. Influencée par les penseurs des Lumières, elle croit au progrès et tourne Burke en dérision pour son conservatisme soucieux de préserver les coutumes et les traditions. Le système qu'il préconise, argumente-t-elle par exemple, conduit inexorablement à la perpétuation de l'esclavage, pour la simple raison que cette pratique remonte à la nuit des temps. Elle, au contraire, plaide pour la rationalité qui exige qu'on mène une vie campagnarde, chaque famille disposant d'une ferme pour couvrir ses besoins, vison idyllique et utopique qu'elle dit fondée sur « la sincérité du sentiment », et qu'elle oppose au « sentiment factice » exalté par Edmund Burke.
Rights of Men est le premier livre ouvertement politique de Mary Wollstonecraft, et aussi son premier ouvrage féministe ; comme l'affirme Claudia Johnson, il semble que dans l'acte d'écrire la dernière partie de Rights of Men, elle ait découvert le sujet qui occupera le reste de sa carrière ».

#### A Vindication of the Rights of Woman(1792)
A Vindication of the Rights of Woman est l'un des premiers ouvrages de philosophie féministe.
Mary Wollstonecraft y affirme que les femmes ont droit à une éducation conforme à leur situation dans la société, le rôle qu'elles seraient amenées à jouer devenant encore plus primordial pour la nation. En effet, si elles en éduquent déjà les enfants, au lieu d'être reléguées à la fonction d'« épouses » vivant dans l'ombre de leur mari, elles pourraient devenir de véritables « compagnes ». D'ornements commercialisables par le mariage, elles obtiendraient la considération qui est due à des êtres humains à part entière, jouissant des mêmes droits que leurs homologues masculins. D'importants passages de Rights of Woman fustigent au vitriol les ouvrages de certains écrivains, James Fordyce et John Gregory par exemple, et aussi un philosophe de l'éducation tel que Jean-Jacques Rousseau, lui qui dénie aux femmes le droit même à l'éducation,.

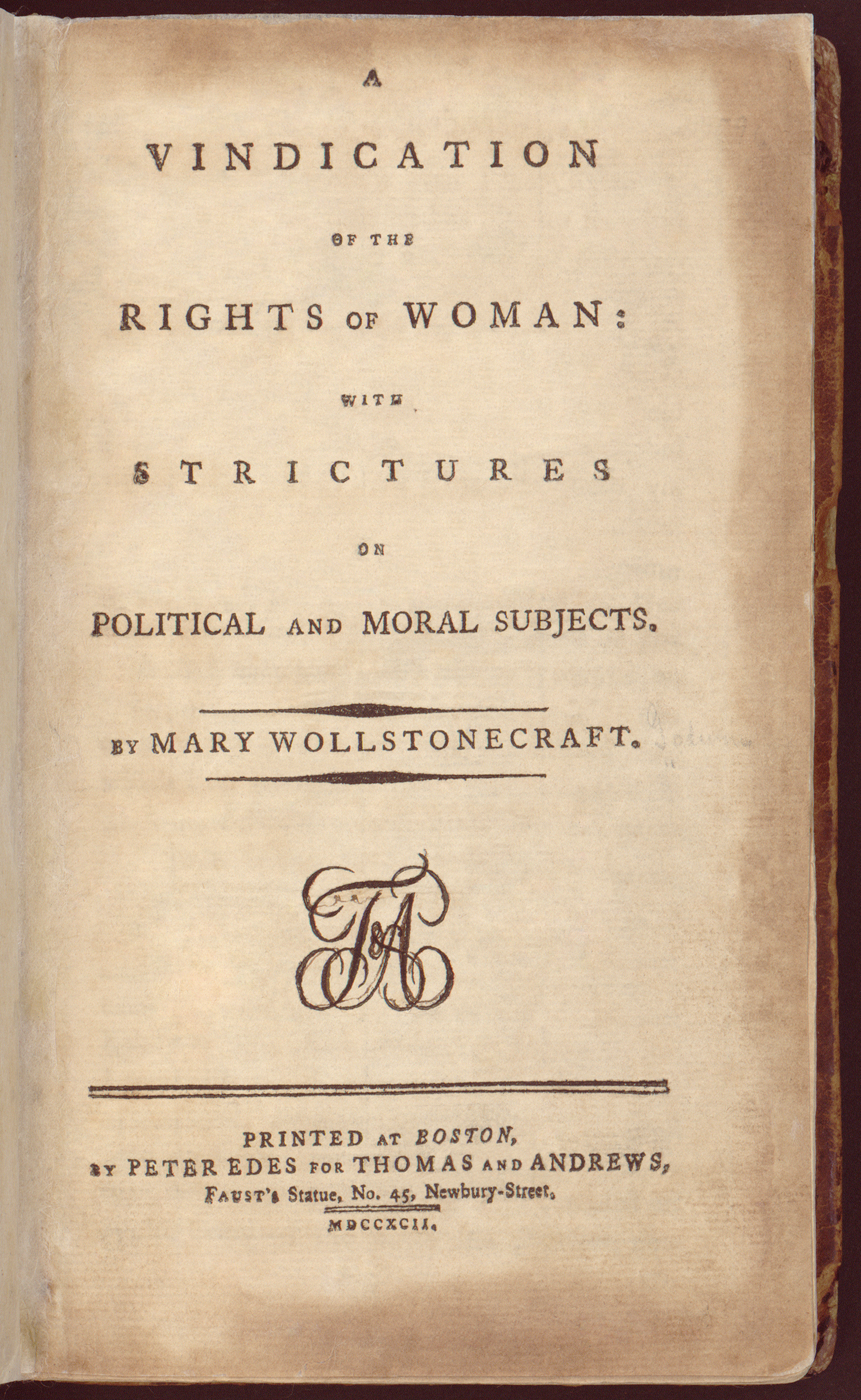
Page de titre de la première édition américaine de A Vindication of the Rights of Woman (1792).

Mary Wollstonecraft affirme que de nombreuses femmes sont sottes et superficielles, les traitant « d'épagneuls » et « de jouets ». La raison de cette infirmité, fait-elle pour autant valoir, n'est pas à chercher dans une déficience naturelle, car elle ne résulte que du déni d'éducation que leur imposent les hommes. À ce sujet, elle écrit : « Endoctrinées dès leur enfance à croire que la beauté est le sceptre de la femme, leur esprit prend la forme de leur corps et, enfermé dans cette cage dorée, ne cherche qu'à décorer sa prison »,. Elle exprime sa conviction que, sans ces incitations, inculquées dès le plus jeune âge, à se soucier de leur beauté, donc de leur apparence, elles pourraient s'épanouir de façon autrement féconde.
Cela dit, bien qu'elle appelle de ses vœux l'égalité des sexes, dans certains domaines, comme celui de la morale, elle n'affirme pas explicitement qu'hommes et femmes sont égaux. Pour elle, cette égalité n'existe vraiment qu'au regard de Dieu, conception qui s'oppose à ses commentaires sur la supériorité de la force et de la bravoure masculine. D'où, par exemple, ce passage à la fois célèbre et ambigu : « Qu'on n'en conclue point que je souhaite inverser l'ordre des choses, j'ai déjà concédé que, de par la constitution de leur corps, les hommes semblent être conçus par la Providence pour atteindre un degré de vertu plus élevé. Je parle collectivement de l'ensemble de leur sexe, mais je ne vois pas l'ombre d'une raison de conclure que leurs vertus doivent différer, eu égard à leur nature. En effet, comment le pourraient-elles, si la vertu ne se présente que sous une norme éternelle ? Je dois donc, si je raisonne conséquemment, soutenir qu'elles ont une même et simple orientation, et cela avec la même vigueur que je soutiens qu'existe un Dieu. », Ses déclarations ambiguës sur l'égalité des sexes font qu'il est difficile de la classer comme une féministe moderne, d'autant que ni le mot ni le concept n'existaient à son époque.
L'une des critiques les plus acerbes qu'adresse Mary Wollstonecraft dans Rights of Woman concerne l'excès de fausse sensibilité qui affligent les femmes. Celles qui y succombent se trouvent, dans l'instant, « emportées par chaque bouffée de sentiment » et, devenant ainsi « la proie de leurs sens », ne peuvent penser rationnellement. En fait, ces femmes sont une nuisance pour elles-mêmes et pour la civilisation tout entière, qu'elles ne peuvent contribuer à affiner et restent susceptibles de détruire. Raison et sentiment ne devraient pas agir indépendamment, mais travailler de concert.
Au-delà des généralités philosophiques, elle élabore un plan spécifique pour l'éducation nationale, en opposition à celui qu'a conçu Talleyrand pour la France. Dans le chapitre 12, « Sur l'éducation nationale », elle propose que tous les enfants soient envoyés dans une Country Day School, tout en recevant une certaine éducation chez eux « pour leur inspirer un amour du foyer et des plaisirs domestiques ». Elle soutient également que les études devraient être mixtes, faisant valoir que les hommes et les femmes, dont le mariage est « le ciment de la société », devraient être « éduqués sur le même modèle ».
Mary Wollstonecraft dédie son ouvrage à la classe moyenne qu'elle décrit comme « l'état le plus naturel » et, en effet, par de nombreux aspects, Rights of Woman est imprégné d'une vision bourgeoise du monde. Il prêche les valeurs de la modestie et du travail, fustigeant par la même occasion l'oisiveté de l'aristocratie. Pour autant, Mary Wollstonecraft ne se présente pas en amie des pauvres, pour lesquels elle recommande qu'après l'âge de neuf ans, à l'exception des enfants particulièrement brillants, ils soient séparés des riches et envoyés dans d'autres établissements.

### Romans

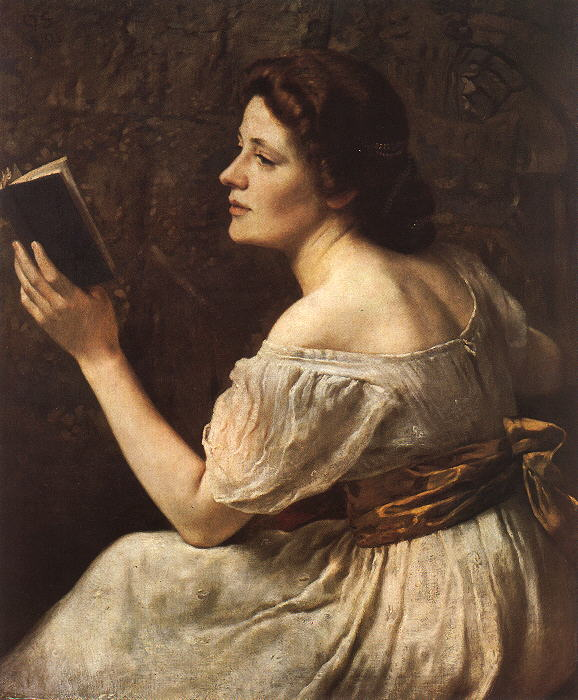
Young Girl Reading de Otto Scholderer, en 1883.

Les deux romans de Mary Wollstonecraft critiquent le mariage, qu'elle voit comme une institution patriarcale, et dont les effets sont délétères sur les femmes. Dans son premier roman, paru en 1788, Mary: A Fiction, l'héroïne éponyme est contrainte à un mariage d'argent sans amour ; elle comble ses désirs d'affection hors du mariage grâce à deux amitiés romantiques et passionnées avec une femme et un homme. Maria: or, The Wrongs of Woman 1798, est un roman inachevé posthume, qui est souvent considéré comme l'ouvrage féministe le plus radical de Mary Wollstonecraft. Il est construit autour de l'histoire d'une femme que son mari a fait interner dans un asile d'aliénés ; comme Mary, Maria trouve son accomplissement hors du mariage, dans une relation avec l'une de ses compagnes d'infortune et une amitié nouée avec l'une de ses gardiennes. Aucun des romans ne dépeint un mariage heureux, bien qu'elle en postule la nécessité dans Rights of Woman. À la fin de Mary, l'héroïne pense qu'elle s'en va « pour le monde où il n'y a ni à se marier, ni à être offerte en mariage »,.
Les deux livres critiquent aussi le discours de la « sensibilité », philosophie morale et esthétique en vogue vers la fin du XVIIIe siècle. Mary est un roman de la sensibilité où les ficelles du genre servent à saper le sentimentalisme, attitude dommageable aux femmes car les encourageant à trop compter sur leurs émotions. The Wrongs of Woman fustige la complaisance de l'héroïne pour les fantasmes romantiques, encore exacerbés par la lecture des romans.
Les amitiés féminines sont au cœur des deux romans, mais celle liant Maria, l'héroïne, à Jemima, la servante chargée des soins à l'asile, revêt la portée historique la plus importante. Dans cette amitié, d'essence maternelle, entre une femme de la haute société et une autre de basse extraction, apparaît l'un des premiers exemples d'un argument de classe. Les femmes de niveaux sociaux différents ont des intérêts semblable, pour la seule raison qu'elles sont des femmes.

### Lettres écrites en Suède, en Norvège et au Danemark(1796)
Les Letters Written During a Short Residence in Sweden, Norway, and Denmark selon leur nom complet (Lettres écrites lors d'un court séjour en Suède, en Norvège et au Danemark) de Mary Wollstonecraft sont un récit de voyage profondément personnel.
Les vingt-cinq lettres couvrent une large gamme de sujets, depuis des réflexions sociologiques sur la Scandinavie et ses peuples jusqu'à des questions philosophiques concernant l'identité, avec des rêveries concernant la relation avec Gilbert Imlay qui, d'ailleurs, n'est pas nommément présenté dans le texte. Faisant appel à la rhétorique du sublime, Mary Wollstonecraft explore la relation existant entre l'individu et la société. Reflétant la forte influence de Jean-Jacques Rousseau, les Lettres écrites en Suède partagent les thèmes des Rêveries du promeneur solitaire (1782), « la quête de la source du bonheur humain, le rejet stoïque des biens matériels, l'union extatique avec la nature et le rôle essentiel du sentiment dans la compréhension ». Alors que Rousseau finit par rejeter la société, Mary Wollstonecraft rend grâce aux scènes de la vie domestique et au progrès industriel.

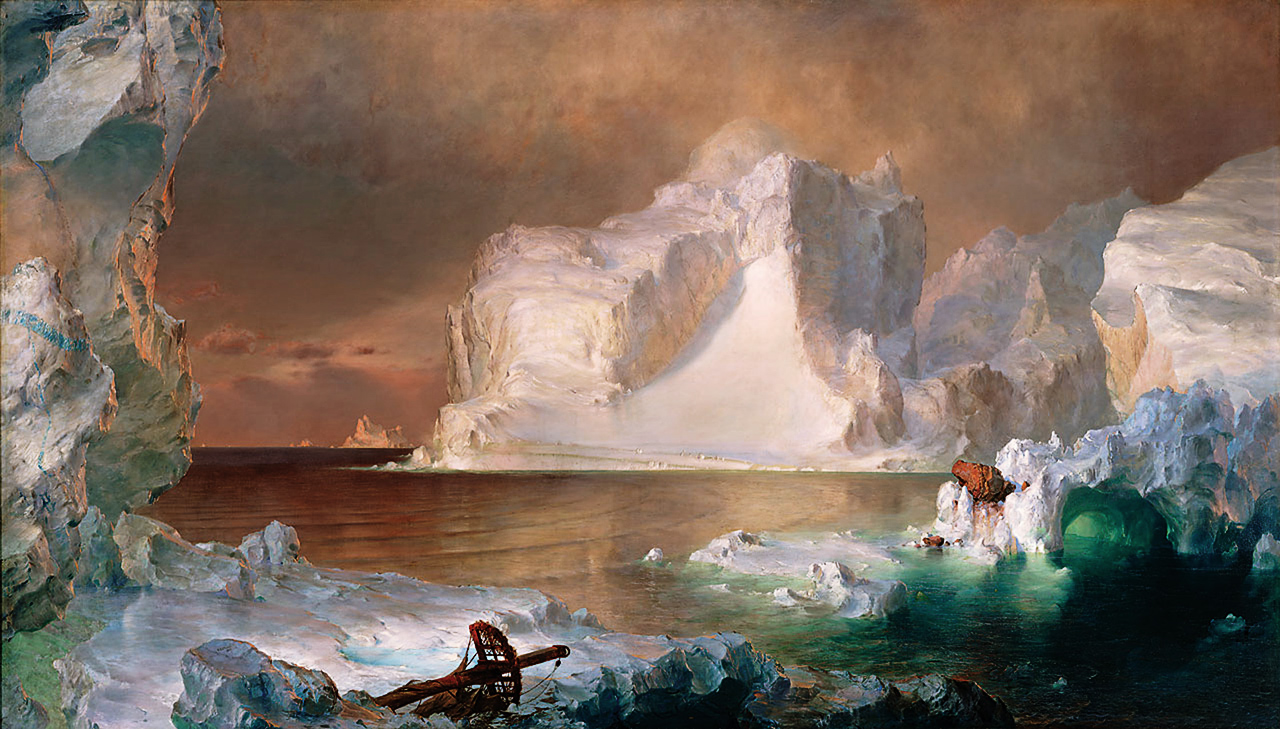
L'iceberg (1861) de Frederic Edwin Church, esthétique du « sublime ».

Mary Wollstonecraft promeut l'expérience subjective, en particulier dans sa relation avec la nature, explorant les liens entre sublime et sensibilité. Nombre de ces lettres décrivent les grandioses panoramas de la Scandinavie et le désir de créer une relation d'affectivité avec le monde naturel. Ce faisant, elle accorde une plus grande valeur à l'imagination que dans ses précédents ouvrages. Comme toujours, elle plaide pour la libération et l'éducation des femmes. En plus, elle met pour la première fois en lumière les effets nocifs du commerce, opposant la relation au monde fondée sur l'imagination à une approche mercenaire et mercantile, attitude qu'elle associe avec son amant, Gilbert Imlay.
Les Letters Written in Sweden sont le livre de Mary Wollstonecraft le plus populaire dans les années 1790. Il se vend bien et reçoit de nombreuses critiques favorables. William Godwin écrit que « s'il y eut jamais un livre calculé pour rendre un homme amoureux de son auteur, il m'apparait que c'est de ce livre qu'il s'agit ». Les lettres influencent les poètes romantiques, tels William Wordsworth et Samuel Taylor Coleridge, qui s'inspirent de ses thèmes et de son esthétique.

## Publications

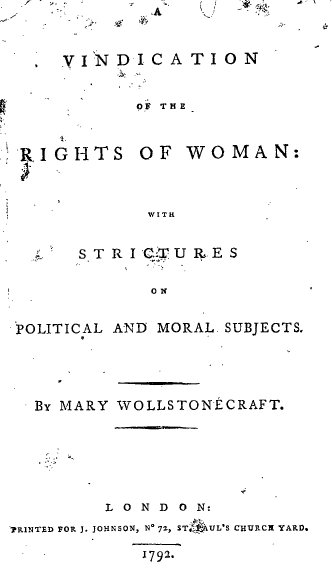
Page de titre de Défense des droits de la femme.

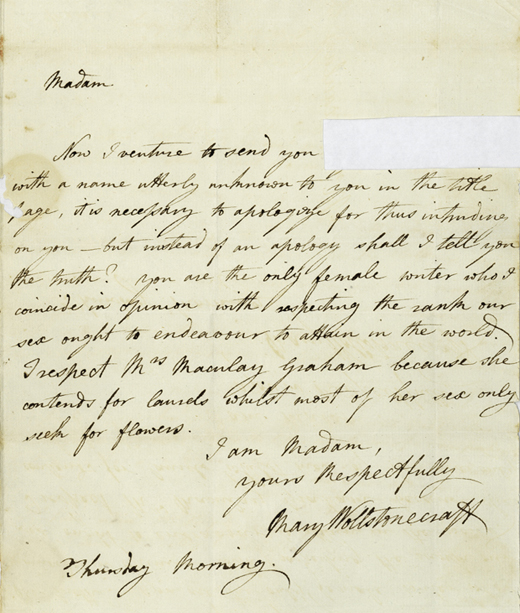
Lettre à Catharine Macaulay.

### Ouvrages

#### Ouvrages publiés du vivant de Mary Wollstonecraft
- (en) Thoughts on the Education of Daughters. With Reflections on Female Conduct, in The more important Duties of Life, Londres, Joseph Johnson, 1787, IV-160 p. (lire en ligne)
- (en) A Vindication of the Rights of Men, in a Letter to the Right Honourable Edmund Burke. Occasioned by His Reflections on the Revolution in France, Londres, Joseph Johnson, 1790 (lire en ligne)
- (en) A Vindication of the Rights of Woman: with Strictures on Political and Moral Subjects, Boston, Peter Edes, 1792, XVI-18-340 (lire en ligne) : première édition ; réédité la même année à Londres chez Joseph Johnson.
- (en) An Historical and Moral View of the French Revolution; and the Effect It Has produced in Europe. Volume the 1st, Londres, Joseph Johnson, 1794, XVI-523 p. (lire en ligne)
- (en) Letters Written during a Short Residence in Sweden, Norway, and Denmark, Londres, Joseph Johnson, 1796, 4-262-4 (lire en ligne)

#### Ouvrages posthumes
- édition par William Godwin en 1798 : (en) Posthumous Works of the Author of A Vindication of the Rights of Woman in four volumes, Londres, Joseph Johnson, 1798, 4 vol.. Comprend :
  - Vol. 1-2 : (en) The Wrongs of Woman, or Maria, 1798 (lire en ligne).
  - Vol. 3-4 : (en) Letters and Miscellaneous Pieces, 1798

### Éditions critiques
- (en) He Complete Works of Mary Wollstonecraft, Londres, William Pickering, 1989 (ISBN 0-8147-9225-1).
- (en) The Vindications : The Rights of Men and The Rights of Woman, Toronto, Broadview Literary Texts, 1997, 488 p. (ISBN 1-55111-088-1, lire en ligne).
- (en) The Collected Letters of Mary Wollstonecraft, New York, Columbia University Press, 2003, 477 p. (ISBN 0-231-13142-9).

### Ouvrages traduits par Mary Wollstonecraft
- (en) Necker, Jacques, Of the Importance of Religious Opinions, Londres, Joseph Johnson, 1788 (lire en ligne) : traduction de : De l'Importance des opinions religieuses, Londres et Paris, 1788.
- (en) Maria Geertruida de Cambon, Young Grandison. A Series of Letters from Young Persons to Their Friends, Londres, Joseph Johnson, 1790, 2 vol. (lire en ligne)
- * (en) Christian Gotthilf Salzmann, Elements of Morality, for the Use of Children; with an introductory address to parents, Londres, Joseph Johnson, 1790-1793 (lire en ligne).